# Liste de films français sortis en 1988
Listes de films français
- 1984
- 1985
- 1986
- 1987
- 1988
- 1989
- 1990
- 1991
- 1992

Liste non exhaustive de films français sortis en 1988

## 1988
| Titre                                | Réalisateur                   | Distribution                                                                                  | Genre                    |
| ------------------------------------ | ----------------------------- | --------------------------------------------------------------------------------------------- | ------------------------ |
| 36 Fillette                          | Catherine Breillat            | Delphine Zentout, Étienne Chicot, Jean-Pierre Léaud                                           | Drame                    |
| Adieu, je t'aime                     | Claude Bernard-Aubert         | Marie-Christine Barrault, Bruno Pradal, Bruno Cremer                                          |                          |
| Une affaire de femmes                | Claude Chabrol                | Isabelle Huppert, François Cluzet, Nils Tavernier, Marie Trintignant                          |                          |
| Bernadette                           | Jean Delannoy                 | Sydney Penny, Jean-Marc Bory                                                                  | Biographie               |
| Camille Claudel                      | Bruno Nuytten                 | Isabelle Adjani, Gérard Depardieu, Laurent Grévill, Alain Cuny                                | drame, film biographique |
| Chocolat                             | Claire Denis                  | François Cluzet, Giulia Boschi, Isaac de Bankolé                                              | Drame                    |
| Dandin                               | Roger Planchon                | Claude Brasseur, Zabou Breitman                                                               | Comédie                  |
| De bruit et de fureur                | Jean-Claude Brisseau          | Bruno Cremer, François Négret                                                                 | Drame                    |
| Drôle d'endroit pour une rencontre   | François Dupeyron             | Catherine Deneuve, Gérard Depardieu, Nathalie Cardone                                         |                          |
| Frantic                              | Roman Polanski                | Harrison Ford, Betty Buckley, Emmanuelle Seigner                                              | Drame, thriller policier |
| Le Grand Bleu                        | Luc Besson                    | Jean-Marc Barr, Rosanna Arquette, Jean Reno                                                   | Drame                    |
| L'Invité surprise                    | Georges Lautner               | Victor Lanoux, Éric Blanc, Jean Carmet                                                        | Comédie                  |
| La Lectrice                          | Michel Deville                | Miou-Miou, Régis Royer, Maria Casarès                                                         |                          |
| Mangeclous                           | Moshé Mizrahi                 | Pierre Richard, Charles Aznavour, Jean-Luc Bideau                                             | Comédie                  |
| Les Mendiants                        | Benoît Jacquot                | Dominique Sanda, Jean-Philippe Écoffey, Anne Roussel                                          |                          |
| Mon ami le traître                   | José Giovanni                 | Valérie Kaprisky, André Dussollier, Thierry Frémont                                           | Drame                    |
| Une nuit à l'Assemblée nationale     | Jean-Pierre Mocky             | Michel Blanc, Jean Poiret, Jacqueline Maillan, Darry Cowl                                     |                          |
| L'Ours                               | Jean-Jacques Annaud           | Tchéky Karyo, Jack Wallace, André Wilms                                                       |                          |
| La Petite Amie                       | Luc Béraud                    | Jean Poiret, Jacques Villeret, Agnès Blanchot                                                 | Comédie                  |
| Les Possédés                         | Andrzej Wajda                 | Isabelle Huppert, Bernard Blier, Lambert Wilson                                               | Drame                    |
| Quelques jours avec moi              | Claude Sautet                 | Sandrine Bonnaire, Daniel Auteuil, Jean-Pierre Marielle, Danielle Darrieux                    |                          |
| Les Saisons du plaisir               | Jean-Pierre Mocky             | Charles Vanel, Denise Grey, Jean-Pierre Bacri, Fanny Cottençon                                | Comédie                  |
| Sans peur et sans reproche           | Gérard Jugnot                 | Gérard Jugnot, Patrick Timsit, Roland Giraud                                                  | Comédie                  |
| La Table tournante                   | Paul Grimault et Jacques Demy | les voix de Paul Grimault, Anouk Aimée, Mathieu Demy                                          | Animation                |
| Trois places pour le 26              | Jacques Demy                  | Yves Montand, Mathilda May, Françoise Fabian, Patrick Fierry                                  |                          |
| La vie est un long fleuve tranquille | Étienne Chatiliez             | Benoît Magimel, Hélène Vincent, André Wilms, Catherine Jacob, Patrick Bouchitey, Daniel Gélin | Comédie de mœurs         |